# Machine Head (album)
Az 1972 márciusában megjelent Machine Head a Deep Purple második felállásának (Mk II) harmadik stúdióalbuma (összesen a hatodik). Az albumot 1971 decemberében, a montreuxi Grand Hotelben vették fel, a Rolling Stones Mobile Studio segítségével. Sokan fontos mérföldkőnek tartják a heavy metal kialakulásában. Ez a Deep Purple legsikeresebb albuma, megjelenése után több országban az eladási listák élére került.
2001-ben a Q magazin minden idők 50 legkeményebb albuma közé választotta. A Smoke on the Water című dal Ritchie Blackmore által komponált riffjét 2001-ben az „évezred riffjének” választották. Az album szerepel az 1001 lemez, amit hallanod kell, mielőtt meghalsz című könyvben.

## Az album dalai

### Eredeti kiadás
Első oldal
|    | Cím              | Szerző(k)                              | Hossz |
| -- | ---------------- | -------------------------------------- | ----- |
| 1. | Highway Star     | Blackmore, Gillan, Glover, Lord, Paice | 6:05  |
| 2. | Maybe I'm A Leo  | Blackmore, Gillan, Glover, Lord, Paice | 4:51  |
| 3. | Pictures Of Home | Blackmore, Gillan, Glover, Lord, Paice | 5:03  |
| 4. | Never Before     | Blackmore, Gillan, Glover, Lord, Paice | 3:56  |

Második oldal
|    | Cím                | Szerző(k)                              | Hossz |
| -- | ------------------ | -------------------------------------- | ----- |
| 1. | Smoke on the Water | Blackmore, Gillan, Glover, Lord, Paice | 5:40  |
| 2. | Lazy               | Blackmore, Gillan, Glover, Lord, Paice | 7:19  |
| 3. | Space Truckin'     | Blackmore, Gillan, Glover, Lord, Paice | 4:31  |

### 25 éves jubileumi kiadás
CD 1 – The 1997 Remixes
|    | Cím                                               | Szerző(k)                              | Hossz |
| -- | ------------------------------------------------- | -------------------------------------- | ----- |
| 1. | Highway Star                                      | Blackmore, Gillan, Glover, Lord, Paice | 6:39  |
| 2. | Maybe I'm a Leo                                   | Blackmore, Gillan, Glover, Lord, Paice | 5:25  |
| 3. | Pictures of Home                                  | Blackmore, Gillan, Glover, Lord, Paice | 5:21  |
| 4. | Never Before                                      | Blackmore, Gillan, Glover, Lord, Paice | 3:59  |
| 5. | Smoke on the Water                                | Blackmore, Gillan, Glover, Lord, Paice | 6:18  |
| 6. | Lazy                                              | Blackmore, Gillan, Glover, Lord, Paice | 7:33  |
| 7. | Space Truckin'                                    | Blackmore, Gillan, Glover, Lord, Paice | 4:52  |
| 8. | When a Blind Man Cries (1972-es kislemez B-oldal) | Blackmore, Gillan, Glover, Lord, Paice | 3:33  |

CD 2 – The Remasters
|     | Cím                                  | Szerző(k)                              | Hossz |
| --- | ------------------------------------ | -------------------------------------- | ----- |
| 1.  | Highway Star                         | Blackmore, Gillan, Glover, Lord, Paice | 6:08  |
| 2.  | Maybe I'm A Leo                      | Blackmore, Gillan, Glover, Lord, Paice | 4:52  |
| 3.  | Pictures Of Home                     | Blackmore, Gillan, Glover, Lord, Paice | 5:08  |
| 4.  | Never Before                         | Blackmore, Gillan, Glover, Lord, Paice | 4:00  |
| 5.  | Smoke on the Water                   | Blackmore, Gillan, Glover, Lord, Paice | 5:42  |
| 6.  | Lazy                                 | Blackmore, Gillan, Glover, Lord, Paice | 7:24  |
| 7.  | Space Truckin'                       | Blackmore, Gillan, Glover, Lord, Paice | 4:35  |
| 8.  | When a Blind Man Cries               | Blackmore, Gillan, Glover, Lord, Paice | 3:32  |
| 9.  | Maybe I'm a Leo (kvadrofon változat) | Blackmore, Gillan, Glover, Lord, Paice | 5:00  |
| 10. | Lazy (kvadrofon változat)            | Blackmore, Gillan, Glover, Lord, Paice | 6:57  |

## Közreműködők
- Ian Gillan – ének, szájharmonika
- Ritchie Blackmore – gitár
- Jon Lord – zongora, orgona, billentyűs hangszerek
- Roger Glover – basszusgitár
- Ian Paice – dob, ütőhangszerek

Produkció
- Martin Birch – hangmérnök (Rolling Stones Mobile Studio)
- Jeremy (Bear) Gee – asszisztens
- Nick Hampton – technikus
- Ian Hansford, Rob Cooksey, Colin Hart – felszerelés
- Shephard Sherbell – fotók
- Roger Glover, J. Coletta – borító tervezése